# Chaetorhynchus papuensis
Abanico-da-papua ou rabo-de-leque-drongo (Chaetorhynchus papuensis) é uma espécie de ave da família Dicruridae. É a única espécie do género Chaetorhynchus.
Pode ser encontrada nos seguintes países: Indonésia e Papua-Nova Guiné.
Os seus habitats naturais são: florestas subtropicais ou tropicais húmidas de baixa altitude e regiões subtropicais ou tropicais húmidas de alta altitude.